# Makogai
Makogai [ˌmakoˈŋai] ist eine Insel, die zur Provinz Lomaiviti des Staates Fidschi gehört.
Sie umfasst einen Bereich von 8,4 Quadratkilometern. Die maximale Höhe beträgt 267 Meter.
Makogai ist von Ovalau aus sichtbar.

## Geschichte
Um das Jahr 1874 wurde die Insel von einem deutschen Konsul gekauft, der in den Briefen von Rudolf von Willemoes-Suhm als 'Konsul H.' erwähnt wird. Er bewirtschaftete die Insel und die dortigen Baumwollplantagen mit einem Aufseher und ca. 150 Männern und Frauen der umliegenden Inseln.
Zwischen den 1920er und 1960er Jahren diente die Insel unter anderem als Aussätzigenkolonie. Ca. 300 Patienten wurden von katholischen Krankenschwestern versorgt.